# 诸甲亭乡
诸甲亭乡，是中华人民共和国湖南省邵陽市邵阳县下辖的一个乡镇级行政单位。

## 行政区划
诸甲亭乡下辖以下地区：
江鸭村、洪庙村、龙井村、神山村、唐干村、新安村、长铺村、桃花村、诸甲亭村、匡贤村、石桥村、祖阳村、中山村、镇风村和三杰村。